# 阿卜杜·阿尔哈兹莱德
阿卜杜·阿尔哈兹莱德（英語：Abdul Alhazred），別名阿拉伯狂人（Mad Arab），是美国小说家霍华德·菲利普·洛夫克拉夫特的克苏鲁神话中的一个虛構角色:188。
阿卜杜·阿尔哈兹莱德是七世紀奧米亞王朝的阿拉伯學者，崇拜猶格·索托斯和克蘇魯等神祇，著有《死靈之書》。他在完成書不久後，一日在大馬士革市的街道上，光天化日之下，被看不見的魔物吃掉。

### 大眾文化
- 輕小說《〈Infinite Dendrogram〉-無盡連鎖-》——「惡夢」之葛蓓菈的創胎:〈唯我六尊 阿尔哈兹莱德〉